# Kotori (wydawnictwo)
Kotori – polskie wydawnictwo specjalizujące się w wydawaniu komiksów japońskich, light novel oraz twórczości polskich autorów. Założone zostało w kwietniu 2012 roku przez Beatę Bamber, a swoją siedzibę ma w Gołuskach. Wydawnictwo wydaje między innymi tytuły z gatunku yaoi. Pierwszą publikacją wydawnictwa była manga Keep Out autorstwa Hichiwy Yuki i Hirotaki Kisaragiego.

## Wydane tytuły

### Publikacje polskich twórców
| Tytuł                      | Data 1. wydania | Liczba tomów | Rodzaj  | Autor                        | Uwagi                                                                     |
| -------------------------- | --------------- | ------------ | ------- | ---------------------------- | ------------------------------------------------------------------------- |
| Artificial People: Magenta | 2016            | 2            | komiks  | Michalina „KattLett” Daszuta | Seria zakończona                                                          |
| Exitus Letalis             | 2014–2017       | 5            | komiks  | Michalina „KattLett” Daszuta | Seria zakończona, komiks 18+                                              |
| Hunting For Online Demons  | 2014            | 1            | książka | Michalina „KattLett” Daszuta | Jeden tom                                                                 |
| Lalkarz                    | 2013–2015       | 3            | książka | Katarzyna Lisowska           | Seria zakończona                                                          |
| Opowiadania Kotori         | 2012–2014       | 3            | książka | praca zbiorowa               | Zbiór opowiadań                                                           |
| Pieśń dla Feniksa          | 2012            | 1            | książka | Danuta Miklaszewska          | Jeden tom                                                                 |
| Prize                      | 2016            | 1            | książka | Michalina „KattLett” Daszuta | Jeden tom                                                                 |
| Rafael Bielecki            | 2013–2015       | 2            | książka | Anika Stasińska              | Autorka zerwała współpracę z wydawnictwem; ma w planach kontynuować serię |
| Sen o Japonii              | 2017            | 1            | komiks  | Patrycja Kicyła              | Jeden tom                                                                 |
| ¡Viva la FIFA!             | 2014–2015       | 2            | komiks  | Agata „LLP” Sutkowska        | Seria zakończona                                                          |

### Wydane mangi
| Polski tytuł                             | Data 1. polskiego wydania | Liczba tomów wydanych w Polsce | Autor                                               | Uwagi                                                           |
| ---------------------------------------- | ------------------------- | ------------------------------ | --------------------------------------------------- | --------------------------------------------------------------- |
| Atelier spiczastych kapeluszy            | 2019–obecnie              | 10+                            | Kamome Shirahama                                    | Manga nadal powstaje                                            |
| Ballad x Opera                           | 2020–2021                 | 5                              | Akaza Samamiya                                      |                                                                 |
| Bezsenność po szkole                     | 2023–obecnie              | 2+                             | Makoto Ojiro                                        | Manga nadal powstaje                                            |
| Bloody Mary                              | 2021–2023                 | 10                             | Akaza Samamiya                                      | Seria zakończona w Japonii na 10 tomach, yaoi                   |
| Braciszek do wynajęcia                   | 2021–2022                 | 4                              | Hako Ichiiro                                        |                                                                 |
| Color Recipe                             | 2019–2020                 | 2                              | Harada                                              | Yaoi, komiks 18+                                                |
| Dead Dead Demon’s Dededede Destruction   | 2022–obecnie              | 4+                             | Inio Asano                                          | Wydanie 2w1, komiks 16+                                         |
| Devilman                                 | 2021                      | 2                              | Go Nagai                                            | Manga wydana w dwóch tomach zbiorczych                          |
| Dobranoc, Punpunie                       | 2019–2021                 | 13 (7)                         | Inio Asano                                          | Wydanie 2w1, komiks 16+                                         |
| Dziewczyna znad morza                    | 2018                      | 2                              | Inio Asano                                          |                                                                 |
| Eden – It’s an Endless World!            | 2021–2023                 | 9                              | Hiroki Endo                                         | Wydanie 2w1, seria zakończona w Japonii na 9 tomach, komiks 18+ |
| Escape Journey                           | 2018–2019                 | 3                              | Ogeretsu Tanaka                                     | Yaoi                                                            |
| Finder                                   | 2015–obecnie              | 11+                            | Ayano Yamane                                        | Manga nadal powstaje, yaoi                                      |
| Given                                    | 2018–obecnie              | 8+                             | Natsuki Kizu                                        | Manga nadal powstaje                                            |
| Hanger: Szubiennik                       | 2016–obecnie              | 3+                             | Hirotaka Kisaragi                                   | Manga nadal powstaje, yaoi, komiks 18+                          |
| Klatka dla ptaków                        | 2018                      | 3                              | rysunek: Rihito Takarai scenariusz: Yukako Kabei    |                                                                 |
| Kształt twojego głosu                    | 2017–2018                 | 7                              | Yoshitoki Oima                                      |                                                                 |
| Ku twej wieczności                       | 2018–obecnie              | 16+                            | Yoshitoki Oima                                      | Manga nadal powstaje                                            |
| Kwiat, który nie miał zakwitnąć          | 2023–obecnie              | zapowiedź                      | rysunek: Yoshi scenariusz: Naomi Aga                | Seria zakończona w Japonii na 2 tomach, yaoi                    |
| Kwiaty grzechu                           | 2013–2015                 | 7                              | Lee Hyeon-sook                                      | Manhwa                                                          |
| Made in Abyss                            | 2018–obecnie              | 11+                            | Akihito Tsukushi                                    | Manga nadal powstaje                                            |
| Malarz demonów                           | 2012                      | 3                              | Aya Shouoto                                         |                                                                 |
| Melodia naszego życia                    | 2022                      | 2                              | Homuro Mita                                         | Yaoi                                                            |
| Miecz nieśmiertelnego                    | 2022–obecnie              | 4+                             | Hiroaki Samura                                      | Wydanie 2w1, seria zakończona w Japonii na 30 tomach            |
| Nana                                     | 2023–obecnie              | 1+                             | Ai Yazawa                                           | Wydanie 2w1, seria przerwana w Japonii na 21 tomach             |
| Op: Bezbarwne dni Itaru Yoake            | 2018–obecnie              | 2+                             | Kō Yoneda                                           | Manga nadal powstaje                                            |
| Paladyn z ziem dalekich                  | 2023–obecnie              | 3+                             | Mutsumi Okubashi                                    | Manga nadal powstaje                                            |
| Perfect World                            | 2018–2022                 | 12                             | Rie Aruga                                           |                                                                 |
| Pocałuj jego, kolego!                    | 2016–2019                 | 14                             | Junko                                               |                                                                 |
| Potwór obnażony                          | 2022                      | 2                              | Tanaka Ogeretsu                                     | Yaoi                                                            |
| Rutta i Kodama                           | 2017–2018                 | 3                              | Youko Fujitani                                      | Yaoi                                                            |
| Rycerze Sidonii                          | 2016–2019                 | 15                             | Tsutomu Nihei                                       |                                                                 |
| Sekretarka demona                        | 2020–obecnie              | 1+                             | Kamotsu Kamonabe                                    | Manga nadal powstaje                                            |
| Seven Days: Siedem dni                   | 2014                      | 2                              | rysunek: Rihito Takarai scenariusz: Venio Tachibana | Yaoi                                                            |
| Sól z pieprzem i pudding                 | 2022–2023                 | 3                              | Yufuko Suzuki                                       |                                                                 |
| Ten Count                                | 2016–2017                 | 6                              | Rihito Takarai                                      | Yaoi, komiks 16+                                                |
| Teoria miłości                           | 2019–2020                 | 5                              | rysunek: Masaki Satou scenariusz: Keiya Mizuno      | Ecchi                                                           |
| The Ride-on King                         | 2021–2022                 | 2                              | Yasushi Baba                                        | Manga nadal powstaje, przerwano wydawanie mangi w Polsce        |
| Totally Captivated                       | 2016–2018                 | 6                              | Hajin Yoo                                           | Manhwa, yaoi, komiks 16+                                        |
| Tylko kwiaty wiedzą                      | 2015                      | 3                              | Rihito Takarai                                      | Yaoi                                                            |
| Uśpiony księżyc                          | 2016                      | 2                              | Kano Miyamoto                                       | Yaoi, komiks 16+                                                |
| Wielka rozkmina: chłopak czy dziewczyna? | 2023                      | 2                              | Yasuko                                              |                                                                 |
| Wielka wojna zodiaku                     | 2020–2021                 | 4                              | rysunek: Akira Akatsuki scenariusz: NisiOisiN       |                                                                 |
| Wybranki Jej Wysokości                   | 2016                      | 2                              | Miyabi Fujieda                                      | Yuri, komiks 18+                                                |
| Yotsuba!                                 | 2018–obecnie              | 15+                            | Kiyohiko Azuma                                      | Manga nadal powstaje                                            |
| Zabawa w kotka i myszkę                  | 2019                      | 2                              | Setona Mizushiro                                    | Yaoi                                                            |
| Zakochany tyran                          | 2013–obecnie              | 12+                            | Hinako Takanaga                                     | Manga nadal powstaje, yaoi                                      |
| Złamane skrzydła                         | 2014–obecnie              | 7+                             | Kō Yoneda                                           | Manga nadal powstaje, yaoi                                      |
| Znowu miałam ten sam sen                 | 2023–obecnie              | zapowiedź                      | rysunek: Izumi Kirihara scenariusz: Yoru Sumino     | Seria zakończona w Japonii na 3 tomach                          |

### Wydania jednotomowe
| Polski tytuł                   | Data 1. polskiego wydania | Autor                                               | Uwagi                                          |
| ------------------------------ | ------------------------- | --------------------------------------------------- | ---------------------------------------------- |
| Beautiful Days                 | 2012                      | Hiro Madarame                                       | Yaoi, komiks 18+                               |
| Chłopak z sąsiedztwa           | 2016                      | Tsuta Suzuki                                        | Yaoi, komiks 18+                               |
| Czerwony teatr                 | 2021                      | Chise Ogawa                                         | Yaoi                                           |
| Daisy Jealousy                 | 2022                      | Ogeretsu Tanaka                                     | Yaoi, komiks 18+                               |
| Fusuke                         | 2020                      | Osamu Tezuka                                        | Komiks 18+                                     |
| Home Far Away                  | 2023                      | Teki Yatsuda                                        | Yaoi                                           |
| Hotel                          | 2016                      | Boichi                                              | Komiks 16+                                     |
| Jak odczytać miłość?           | 2022                      | Tanaka Ogeretsu                                     | Yaoi                                           |
| Jak usłyszeć miłość?           | 2022                      | Tanaka Ogeretsu                                     | Yaoi                                           |
| Jesteś moim latem              | 2021                      | Nagisa Furuya                                       | Yaoi                                           |
| Keep Out                       | 2012                      | rysunek: Hirotaka Kisaragi scenariusz: Hichiwa Yuka | Yaoi, komiks 18+                               |
| Kochać mimo wszystko           | 2016                      | Kou Yoneda                                          | Yaoi, komiks 18+                               |
| Konbini-kun                    | 2015                      | Junko                                               | Yaoi, komiks 18+                               |
| Kota, do nogi!                 | 2023                      | Takashi Murakami                                    | Wydanie 2w1                                    |
| Książę przepisów               | 2015                      | Junko                                               | Yaoi, komiks 18+                               |
| Labirynt uczuć                 | 2014                      | Kō Yoneda                                           | Yaoi, komiks 18+                               |
| Links                          | 2020                      | Natsuki Kizu                                        | Yaoi                                           |
| Living with him                | 2022                      | Toworu Miyata                                       | Yaoi                                           |
| Lovers Doll                    | 2015                      | Kazuhiko Mishima                                    | Yaoi, komiks 18+                               |
| Merry Checker                  | 2016                      | Tsuta Suzuki                                        | Yaoi                                           |
| Najlepsza na świecie           | 2017                      | Tarako Umeyama                                      | Ecchi                                          |
| Nasze wspólne lato             | 2021                      | Nagisa Furuya                                       | Yaoi                                           |
| Neo Arcadia: Tęcza w ciemności | 2012                      | rysunek: Akira Norikazu scenariusz: Tachibana Kaoru | Yaoi, komiks 18+                               |
| Neon Sign Amber                | 2019                      | Tanaka Ogeretsu                                     | Yaoi, komiks 18+                               |
| Nights                         | 2015                      | Kō Yoneda                                           | Yaoi, komiks 18+                               |
| O psie, który strzegł gwiazd   | 2022                      | Takashi Murakami                                    | Wydanie 2w1                                    |
| Platinum Pasta                 | 2018                      | Youka Nitta                                         | Yaoi, komiks 18+                               |
| Pod niebem pełnym gwiazd       | 2016                      | Isaku Natsume                                       | Yaoi, komiks 18+                               |
| Starlike words                 | 2020                      | Junko                                               | Yaoi, komiks 18+                               |
| Sypiając z diabłem             | 2020                      | Reno Amagi                                          | Yaoi, komiks 18+                               |
| Szkarłatny kwiat               | 2012                      | Tomoki Hori                                         | Yaoi                                           |
| Tuż za rogiem                  | 2015                      | Toko Kawai                                          | Yaoi, komiks 18+                               |
| Twoja nuta                     | 2020                      | Junko                                               | Yaoi, komiks 18+                               |
| Twój obraz                     | 2018                      | Kaori Yuki                                          | Yaoi                                           |
| Under My Skin                  | 2023                      | Iroha Usui                                          | Yaoi, komiks 18+                               |
| Wędrując linią życia           | 2019                      | Miya Tokokura                                       | Yaoi                                           |
| W stolicy kwiatów              | 2015                      | Rihito Takarai                                      | Spin-off Tylko kwiaty wiedzą, yaoi, komiks 18+ |
| Yukimura i Kei                 | 2021                      | Natsuki Kizu                                        | Yaoi                                           |
| Z tobą pod parasolem           | 2020                      | Junko                                               | Yaoi, komiks 18+                               |

### Light novel
| Tytuł                            | Data 1. polskiego wydania | Liczba tomów wydanych w Polsce | Autor                                         | Uwagi                                   |
| -------------------------------- | ------------------------- | ------------------------------ | --------------------------------------------- | --------------------------------------- |
| Blask księżyca                   | 2015                      | 1                              | autor: Natsuki Mamiya rysunek: Shiromiso      | Jednotomówka                            |
| DRRR!!                           | 2016–obecnie              | 12+                            | autor: Ryohgo Narita rysunek: Suzuhito Yasuda | Seria zakończona w Japonii na 13 tomach |
| Fate/Zero                        | 2017–2019                 | 6                              | autor: Gen Urobuchi rysunek: Takashi Takeuchi |                                         |
| Overlord                         | 2016–obecnie              | 13+                            | autor: Kugane Maruyama rysunek: so-bin        | Seria nadal powstaje                    |
| Puste granice: Ogród grzeszników | 2017–2018                 | 3                              | autor: Kinoko Nasu rysunek: Takashi Takeuchi  |                                         |
| Sword Art Online                 | 2014–obecnie              | 24+                            | autor: Reki Kawahara ilustracje: abec         | Seria nadal powstaje                    |
| Sword Art Online: Progressive    | 2019–obecnie              | 4+                             | autor: Reki Kawahara rysunek: abec            | Seria nadal powstaje                    |
| Wielka wojna zodiaku             | 2020                      | 1                              | autor: NisiOisiN rysunek: Hikaru Nakamura     | Jednotomówka                            |

### Inne publikacje
- Artbook Sword Art Online (2019)[120]
- Japońskie gotowanie z mangą (2020)[121]